# 蒲生スマートインターチェンジ

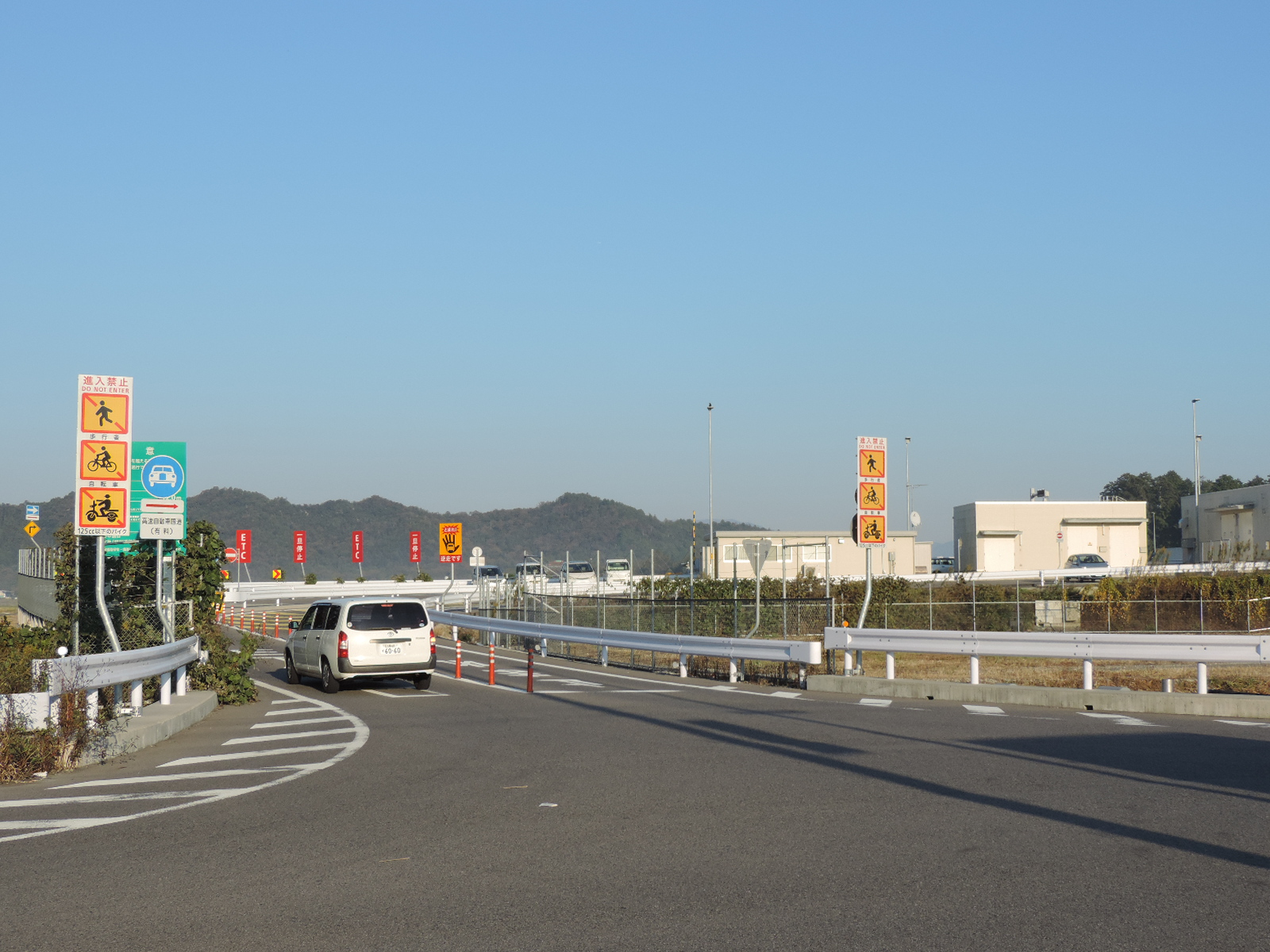
上り線出入口

蒲生スマートインターチェンジ（がもうスマートインターチェンジ）は、滋賀県東近江市木村町にある名神高速道路のスマートインターチェンジである。本線直結型で八日市IC - 竜王IC間に設置されている。

## 概要

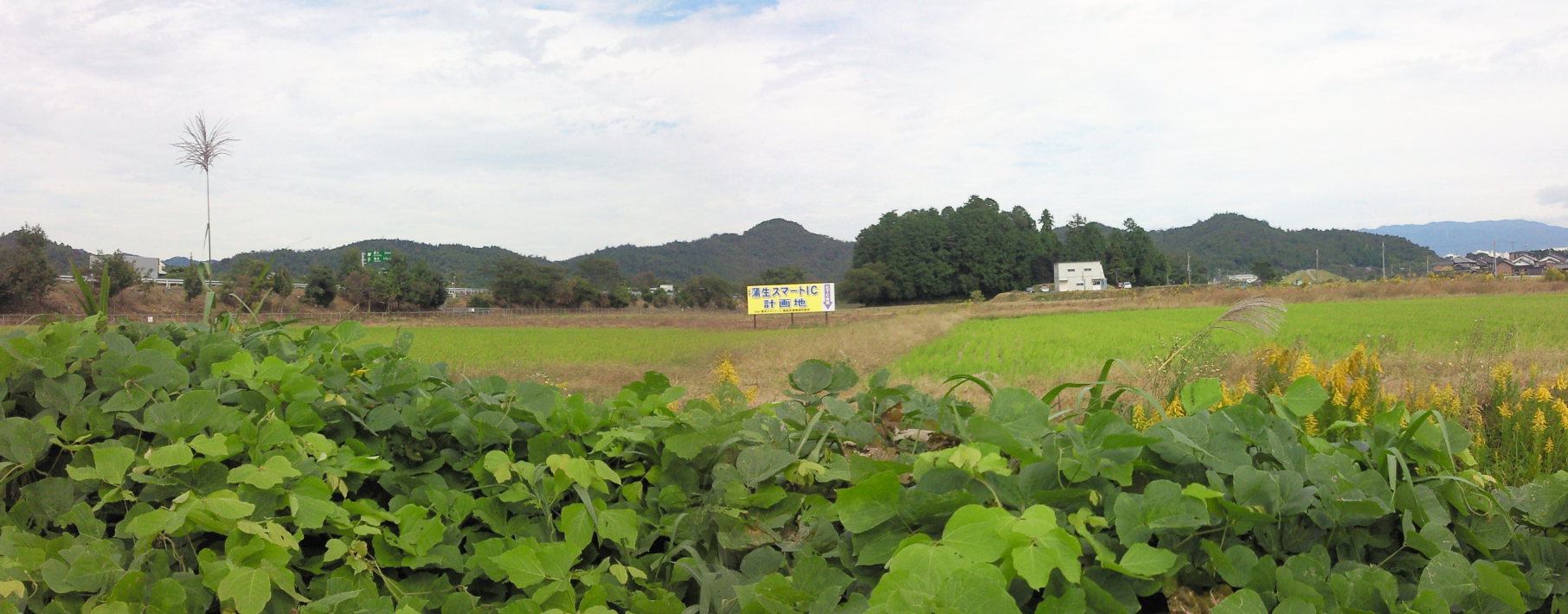
蒲生スマートICの建設を告知する看板（2010年10月29日）

滋賀県が2009年3月13日に当スマートインターチェンジと湖東三山スマートインターチェンジ（当初の仮称は秦荘スマートIC）の実施計画書を西日本高速道路（NEXCO西日本）・中日本高速道路（NEXCO中日本）に提出し、2009年6月30日、国土交通大臣が建設を許可した。総事業費は約22億4,000万円で、このうち滋賀県は約2億円、西日本高速道路が約3億円、日本高速道路保有・債務返済機構が17億4,000万円を負担した。将来予想利用台数は2,600台を見込む。利用対象車はETC車載器を搭載した全車種で利用時間は24時間である。

## 歴史
- 2007年（平成19年）2月13日 - 蒲生スマートIC設置検討会の設立[6]。
- 2009年（平成21年）3月9日 - 蒲生スマートIC地区協議会の設立[6]。
- 2009年（平成21年）3月19日 - 滋賀県が当スマートICの連結を申請する[6]。
- 2009年（平成21年）6月30日 - 国土交通省が滋賀県に対して連結を許可する[6]。
- 2009年（平成21年）8月28日 - 国土交通省が西日本高速道路に対して事業を許可する[6]。
- 2011年（平成23年）11月29日 - インター工事を着工[2][5][6]。
- 2013年（平成25年）12月22日 - 供用開始[1][2][3][6][7]。

## 道路
- E1 名神高速道路

## 接続道路
- 滋賀県道41号土山蒲生近江八幡線[6]

## 計画と施工
このスマートインターチェンジの設置工事は名神高速道路の本線交通に影響を与えないように考慮して施工された。特に本線とランプの擦り付け部での舗装工事は名神集中工事の5日間で施工が行われた。
当インターチェンジの開通による案内標識の見直しが行われた際、ETC専用のインターチェンジである特性を考慮した案内標識の更新計画が決められ、竜王ICと案内上で競合する交差点は両方のインターチェンジを案内する方針になった。

## 周辺

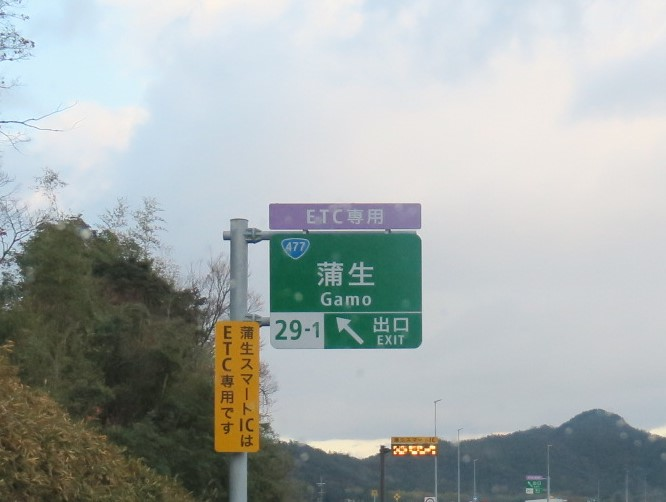
蒲生スマートインターチェンジ出口標識

- 雪野山歴史公園
  - 雪野山古墳
- 悠久の丘蒲生あかね古墳公園[2]
- 雪野山史跡広場「妹背の里」

## 隣
E1 名神高速道路
(29) 八日市IC - 黒丸PA/スマートIC（スマートICは事業中） - (29-1) 蒲生SIC - (29-2) 竜王IC